# Тютюньков, Павел Парфёнович
Павел Парфёнович Тютюньков (1918 год, село Лосиха — 1980-е годы, Тольятти, Куйбышевская область) — тракторист совхоза «Ждановский» Шемонаихинского района Восточно-Казахстанской области, Казахская ССР. Герой Социалистического Труда (1967).

## Биография
Родился в 1918 году в крестьянской семье в селе Лосиха (сегодня — Верх-Уба Шемонаихинского района). С конца 1920-х годов трудился в сельскохозяйственной артели «Гигант пятилетки» (будущий колхоз имени В. И. Ленина). После окончания курсов механизаторов в 1937—1938 годах работал трактористом. В 1938—1940 годах проходил срочную службу в Красной Армии. Не был призван на фронт по состоянию здоровья. С 1943 года по 1961 года — тракторист, бригадир тракторной бригады в Авроринской МТС, в колхозе имени В. И. Ленина, помощник бригадира комплексной бригады в совхозе «Ждановский» Шемонаихинского района. В 1956 году бригада Павла Тютюнькова добилась высоких показателей при сборе зерновых, за что был награждён в январе 1957 года Орденом Ленина.
С 1961 года — тракторист совхоза «Ждановский» Шемонаихинского района. Ежегодно показывал высокие трудовые результаты при уборке урожая зерновых культур и подсолнечника. В 1964 году обработал 380 гектаров посевных площадей вместо запланированных 340 гектаров, обмолотив 5157 центнеров зерна. В этом же году за восемь дней скосил 82 гектара подсолнечника, обмолотив 1460 центнеров семян. В 1965 году обработал 390 гектаров зерновых и 115 гектаров посевных площадей подсолнечника. В 1966 году обработал 6783 центнеров зерновых и 2014 центнеров маслосемян. За достигнутые успехи в увеличении производства и заготовок зерна в 1966 году удостоен звания Героя Социалистического Труда указом Президиума Верховного Совета СССР от 19 апреля 1967 года с вручением ордена Ленина и золотой медали «Серп и Молот».
В 1978 году вышел на пенсию и переехал в Тольятти Куйбышевской области, где скончался в 1980-е годы. Похоронен на одном из городских кладбищ.
Награды
- Герой Социалистического Труда
- Орден Ленина — дважды (11.01.1957; 19.04.1967)
- Медаль «За доблестный труд в Великой Отечественной войне 1941—1945 гг.»
- Медаль «За освоение целинных земель»